# Tolar
Der Tolar (SIT) war die slowenische Währung, die die Banka Slovenije seit der Unabhängigkeit des Staates Slowenien im Jahre 1991 bis zur Ablösung der Währung durch den Euro am 1. Januar 2007 herausgab. Ein Tolar entsprach 100 Stotinov. Der Name Tolar ist das slowenische Wort für Taler.

## Banknoten und Münzen
Die Banknoten unterteilten sich in 10, 20, 50, 100, 200, 500, 1.000, 5.000 und 10.000 SIT. Auf ihnen waren berühmte Persönlichkeiten der slowenischen Politik, Geschichte und Gesellschaft abgebildet wie beispielsweise Primož Trubar, Jurij Vega, Jože Plečnik, Rihard Jakopič, Iacobus Gallus, Ivan Cankar, Johann Weichard Freiherr von Valvasor, Franz Prešeren und Ivana Kobilca.
Münzen gab es im Wert von 10, 20, 50 Stotin sowie 1, 2, 5, 10, 20 und 50 SIT. Auf der Kopfseite waren besondere Tiere der slowenischen Fauna abgebildet.

## Geschichte der Währung

### Einführung
Der Tolar wurde am 8. Oktober 1991 eingeführt, unmittelbar nach dem Auslaufen des Brioni-Abkommens, das die Unabhängigkeitserklärung Sloweniens vom 25. Juni 1991 für drei Monate als ausgesetzt erklärte. Es wurde ein 1:1-Umtauschkurs zum bis dahin geltenden Jugoslawischen Dinar festgelegt. In der ersten Zeit gab es Übergangs-Geldscheine ohne Aufdruck eines Währungsnamens. Sie wurden Boni genannt und hatten eine Stückelung von 0,5 (nicht im Umlauf) 1, 2, 5, 10, 50, 100, 200, 500,1000, 2000 (nicht im Umlauf) und 5000. Alle hatten dieselben Motive, allerdings in unterschiedlichen Farben: auf der Vorderseite eine Krainer Biene und den Fürstenstein und auf der Rückseite den Triglav. Der Währungs-ISO-Code lautete SLT. Die endgültigen Banknoten gab es erst 1992. Da die Abbildung des Fürstensteins für Kritik aus Kärnten sorgte, wurde sie auf keinem Tolar-Schein verwendet, kam allerdings in der 2-Euro-Cent-Münze wieder.

### Übergang zum Euro

Wechselkurs zum Euro (1999–2006)

Slowenien ist seit 1. Mai 2004 Mitglied der EU. Am 27. Juni 2004 trat Slowenien zusammen mit Estland und Litauen dem Wechselkursmechanismus II bei.
Am 8. März 2006 hat Slowenien als erster der zum 1. Mai 2004 beigetretenen Staaten einen offiziellen Antrag zur Einführung des Euro zum 1. Januar 2007 gestellt. Am 16. Mai 2006 empfahl die Europäische Kommission, Slowenien in die Eurozone aufzunehmen, am 15. Juni 2006 folgte eine gleichlautende Empfehlung des Europäischen Parlaments. Auch der EU-Gipfel am selben Tag gab dafür grünes Licht. Die formal endgültige Entscheidung über eine Aufnahme im Jahr 2007 fällte der Ecofin-Rat am 11. Juli 2006.
Somit ist der Euro seit dem 1. Januar 2007 offizielles Zahlungsmittel in Slowenien, mit einem fixen Wechselkurs von 239,640 Tolar für einen Euro.